# Trdat II.

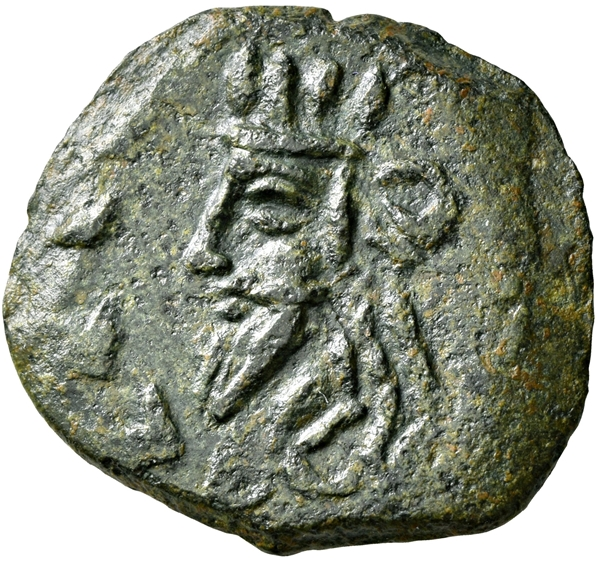
Münze von Trdat II.

Trdat II. (latinisiert: Tiridates II.; armenisch Տրդատ Բ; * 2. Hälfte des 2. Jahrhunderts; † 252), in armenischen Quellen auch Chosroes, war ein aus der Dynastie der Arsakiden stammender armenisch-parthischer Prinz, der als römischer Klientelkönig über Armenien herrschte. Trdat II. war Sohn und Erbe des armenischen Königs Chosroes I.
Von 214 bis 216 wurde Trdat II. mitsamt seiner Familie von den Römern gefangen gehalten, was eine Rebellion der Armenier gegen die Herrschaft Roms auslöste. Im Jahre 215 führte der römische Kaiser Caracalla eine Armee nach Armenien, um den Aufstand niederzuschlagen.
217, mit dem Tode König Chosroes I., folgte Trdat II. seinem Vater auf den Thron. Die Krone Armeniens wurde ihm von Caracalla gewährt. Nach dessen Ermordung am 8. April 217 wurde Trdat II. zum König Armeniens gekrönt – ein Titel, welchen er bis zu seinem Tode im Jahre 252 tragen würde. Macrinus, der nach der Ermordung Caracallas zum neuen Kaiser Roms ernannt wurde, willigte ein, die Mutter Trdats aus römischer Gefangenschaft zu befreien. Nach der Schlacht von Nisbis 217, welche zwischen dem Partherreich und dem Römischen Reich geschlagen wurde, wurde die Herrschaft von Trdat II. über Armenien in einem Friedensvertrag zwischen den beiden Großmächten bestätigt.
Trdat war der erste armenische König, welcher eine Christenverfolgung anordnete, an der auch seine Nachfolger zunächst noch festhielten. Womöglich migrierten unter seiner Herrschaft auch die Mamikonjan von Baktrien nach Armenien.

## Krieg gegen das Sassanidenreich
224 endete die Herrschaft des Partherreiches über Persien durch einen Bürgerkrieg, in welchem Artabanos IV., der letzte parthische König und Trdats Onkel väterlicherseits, von Ardaschir I., dem ersten König des Sassanidenreiches, erschlagen wurde.
Nachdem die Sassaniden das Partherreich zwischen 226 und 228 vollständig erobert hatten, versuchte Ardaschir, seinen Herrschaftsbereich auszuweiten und auch Armenien in das junge Reich einzugliedern. Nach zwei Jahren des Krieges zogen die Römer, Skythen und Kuschana ihre Heere und somit ihre Unterstützung Armeniens zurück, womit Trdat II. und seine Armeen dem Sassanidenreich allein gegenüberstanden. Trotzdem leisteten die Armenier unter Trdats Führung erbitterten Widerstand gegen die sassanidischen Truppen und konnten auch nach mehreren Jahren nicht in die Knie gezwungen werden. Auch Trdats Sohn Chosroes nahm an den Kampagnen seines Vaters gegen die Sassaniden teil.
Nach zwölf Jahren des Krieges akzeptierte Ardaschir I. seine Niederlage und zog seine Truppen aus Armenien zurück.
Im Jahre 252 verstarb Trdat II., woraufhin ihm sein Sohn als Chosroes II. auf den Thron folgte.